# Col de Saint-Louis
Le col de Saint-Louis est un col routier du massif des Corbières, situé à la limite des départements de l'Aude, à l'est de Quillan, et des Pyrénées-Orientales, au nord-ouest de Caudiès-de-Fenouillèdes. Son altitude est de 696 mètres.

## Géographie
Le col se situe sur les communes de Saint-Louis-et-Parahou et de Caudiès-de-Fenouillèdes, près de l'intersection de la route départementale 109 avec la route départementale 46 qui s'y achève, au sud-ouest du Pech de Bugarach (1 230 mètres) à la limite des régions historiques du Razès et du Fenouillèdes. Au nord, il est accessible par la vallée du ruisseau de Saint-Louis qui se jette dans le fleuve Aude et au sud par celle de la Boulzane, affluent de l'Agly. D'un point de vue administratif, le nord fait partie du département de l'Aude et le sud des Pyrénées-Orientales, en région Occitanie.
La route départementale 9 qui mène au col depuis Caudiès-de-Fenouillèdes effectue une boucle passant au-dessus d'elle-même grâce à un pont droit dénommé le pont de l'Escargot. Cette appellation est reprise localement pour le col ainsi devenu « col de l’Escargot ».

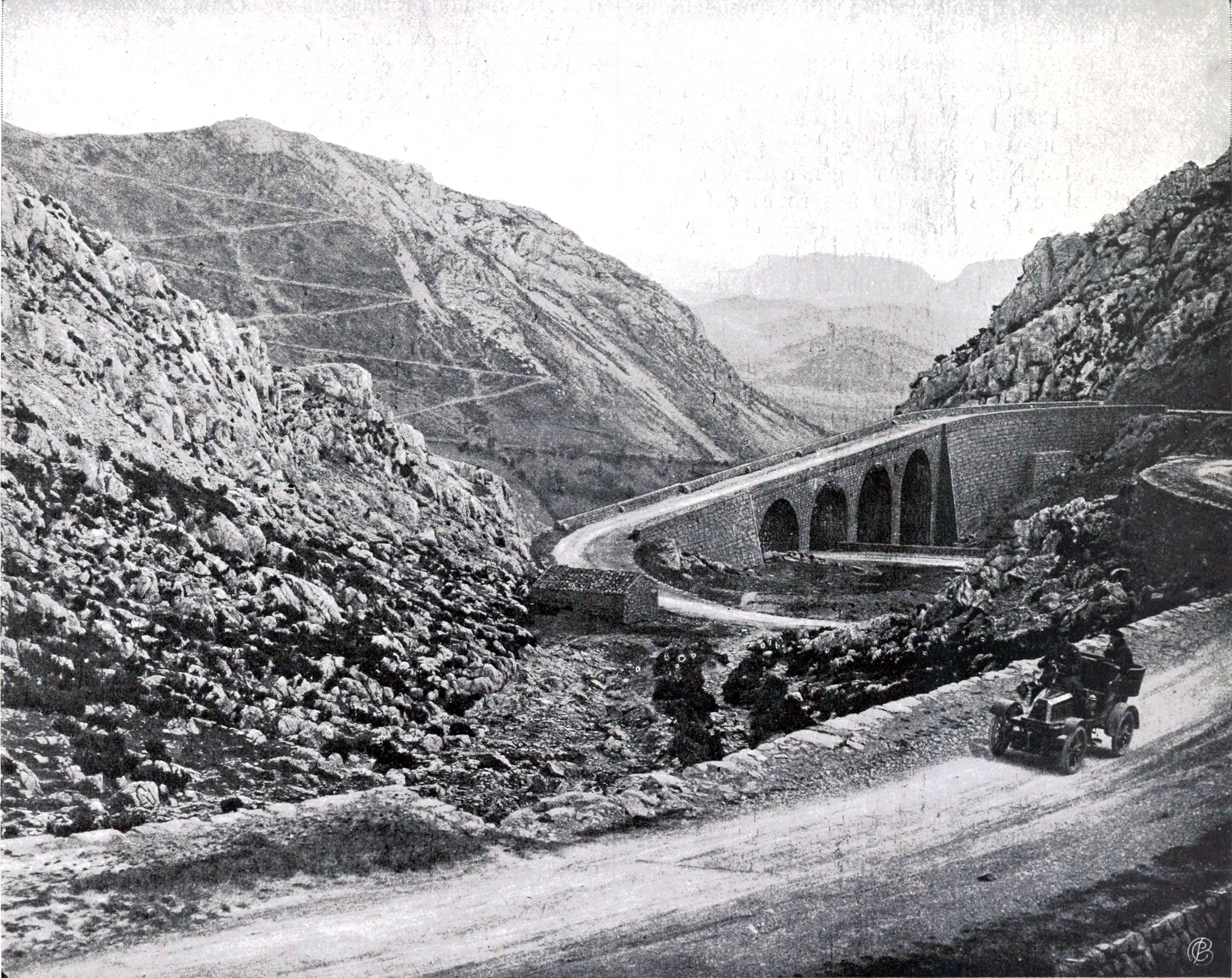
La conception en colimaçon du pont est due à l'ingénieur des Ponts et Chaussées Étienne Raymond Amiel (1752-1832).
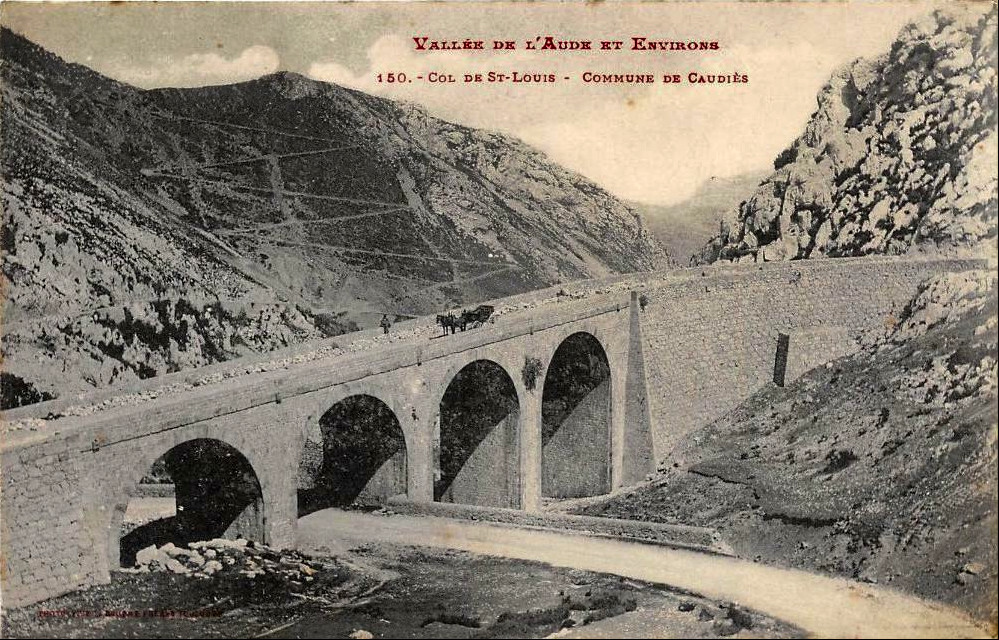
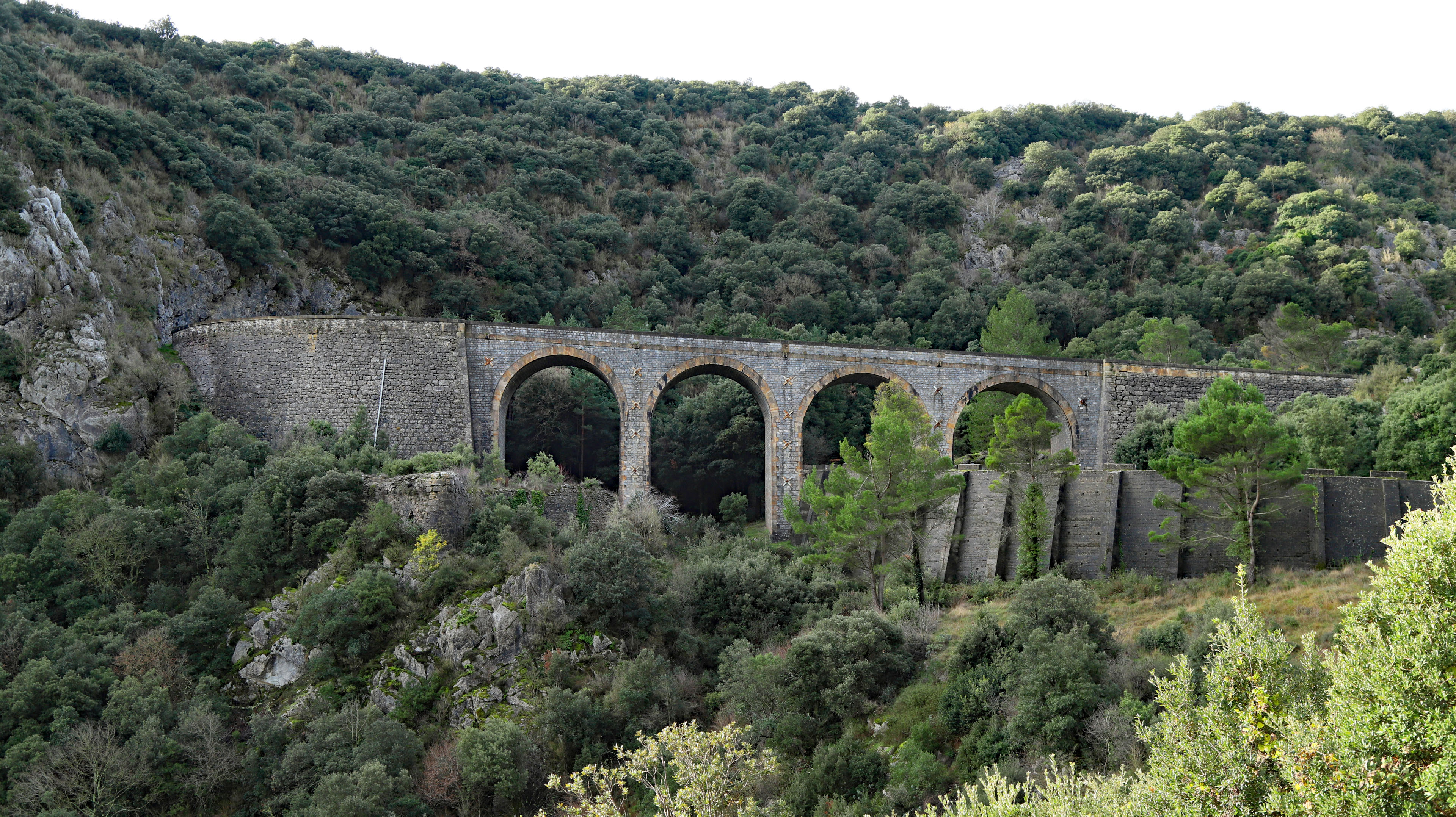
« L'escargot » dans la montée est du col.

## Histoire
Avant le traité de Corbeil (1258), le col faisait partie de la frontière entre l'Espagne et la France, plus exactement entre le royaume d'Aragon et le royaume de France gouverné par Louis IX, dit saint Louis. Ce traité donne le Fenouillèdes à la France, le Roussillon restant à l'Aragon. La bastide de Saint-Louis (devenue commune de  Saint-Louis-et-Parahou) est alors construite.
En 1659, Louis XIV acquiert le Roussillon, le col n'est alors plus sur la frontière. Depuis 1790 et la création des départements français, le col de Saint-Louis fait partie de la limite entre les départements de l'Aude et des Pyrénées-Orientales.

## Culture
Une pièce de théâtre intitulée Au col Saint-Louis, écrite et mise en scène par l’association Patrimoni caoudierenc est donnée lors de la fête patronale de Caudiès le 8 septembre.

## Tour de France
Le col est emprunté pour la première fois par le Tour et constitue la dernière difficulté de la 14e étape du Tour de France 2021 entre Carcassonne et Quillan, au km 167. Avec une longueur de 4,7 km à 7,4 %, il est classé en deuxième catégorie au Grand prix de la montagne et une bonification de 8, 5 et 2 secondes est attribuée aux trois premiers le franchissant. En route vers la victoire d'étape, c'est Bauke Mollema qui passe en tête.